# Haemodoraceae
Haemodoraceae é uma família de plantas angiospermas monocotiledôneas pertencente à classe Liliopsida. São formadas por aproximadamente 120 espécies distribuídas em 15 gêneros. Na classificação clássica, tal família pertencia à ordem Liliales e atualmente faz parte da ordem Commelinales. São grupo-irmão de Pontederiaceae. 
Encontram-se duas subfamílias de Haemodoraceae, Haemodoroideae (Arnott) e Conostyloideae (Lindley).

## Diversidade taxonômica
A família de 15 gêneros e 120 espécies, pelos possíveis cenários biogeográficos, se originou na Gondwana, tendo hoje sua distribuição explicada pelo evento da divisão desse supercontinente. Haemodoraceae tem duas subfamílias, Conostyloideae ocorrendo na Austrália e Nova Guiné e tendo 6 gêneros e 100 espécies, as Américas e a África do Sul tem a ocorrência da subfamília Haemodoroideae, a qual apresenta 9 pequenos gêneros e 20 espécies. 

## Gêneros
Anigozanthos, Barberetta, Blancoa, Conostylis (46 spp.), Cubanicula, Dilatris, Haemodorum, Lachnanthes, Macropidia, Phlebocarya, Pyrrhorhiza, Schiekia, Tribonanthes, Wachendorfia e Xiphidium.

## Morfologia
Esta família é composta por ervas perenes, que podem ser aquáticas, terrestres, rupícolas ou paludícolas. 
Suas espécies são caracterizadas por seus sistemas subterrâneos variando de amarelos a vermelhos devido à presença delenonas. Possuem raízes fibrosas, que podem ou não reter cristais de areia, com bainha radicular presente ou ausente. O caule subterrâneo é do tipo rizoma e o caule aéreo pode ser desenvolvido ou não, é geralmente não-ramificado ou ramificado na base, às vezes com enraizamento nos nós basais.
As folhas são equitantes, unifaciadas, agrupadas na base ou no ápice dos ramos ou distribuídas uniformemente ao longo dele. Possuem bainhas abertas, sem presença de lígula ou pseudopecíolos, base truncada, ápice agudo a acuminado e textura variando de membranácea a suculenta, fibrosa ou coriácea. A nervura central é pouco evidente.
Inflorescências terminais, consistindo em um tirso pedunculado com poucos a vários ramos, ou reduzidas a um cincino solitário ou uma cimeira ramificada.
Suas flores são bissexuais, curto-pediceladas e em maioria casmógamas. Apresentam simetria zigomorfa ou actinomorfa, com perianto homoclamídeo. De maneira geral são enantióstilas, com hipanto presente, estames com conformação (1-)3-6, anteras rimosas, introrsas e funcionalmente poricidas, sacos polínicos alongados, ovário súpero, com nectários septais presentes ou não. As cores vão de alvas e creme a tons de amarelo e laranja.
Seus frutos podem ser do tipo cápsula loculicida ou baga, contendo várias sementes. As sementes possuem ser lenticeladas, deltóides ou cubóides e às vezes são cobertas por tricomas espessos.

## Relações filogenéticas

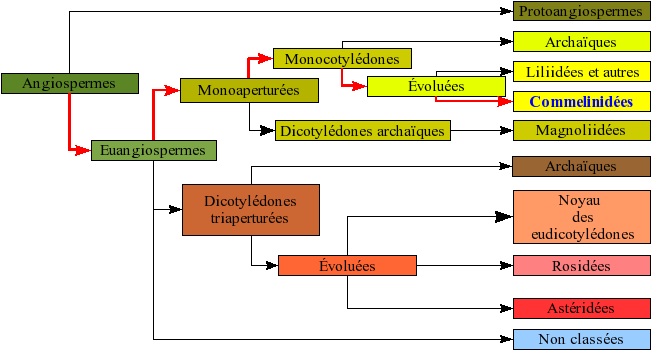
Classificação Filogenética (APG)

A família está dentro da ordem Commelinales, onde é irmã da família Pontederiaceae, e ambas tendo Philydraceae como grupo irmão. As três famílias possuem lâminas foliares disticamente alternadas e unifaciais ou cilíndricas, com xilema e floema alternados ou, raramente, floema circular com xilema central (com uma reversão para folhas bifaciais em Pontederiaceae e xilema e floema alternados próximos ao centro das lâminas, além de xilema abaxial e floema adaxial próximos às margens); a presença de cristais estilóides; perianto petalóide com a presença de células taníferas, flores sempre bissexuais, principalmente zigomorfas e enantiostilia; pólen liberado com ráfides aderentes, a presença de esclereídes placentários; sementes mais longas do que largas com asas ou estriações longitudinais (com uma reversão na subfamília Haemodoroideae); e endosperma helobial abundante de um tipo único. Além disso, a relação entre Haemodoraceae e Pontederiaceae é morfologicamente sustentada pela presença de um hipanto, endotecial com espessamento basal, exina baculada, nectários septais e fenilfenalenonas.

## Lista de espécies que ocorrem no Brasil

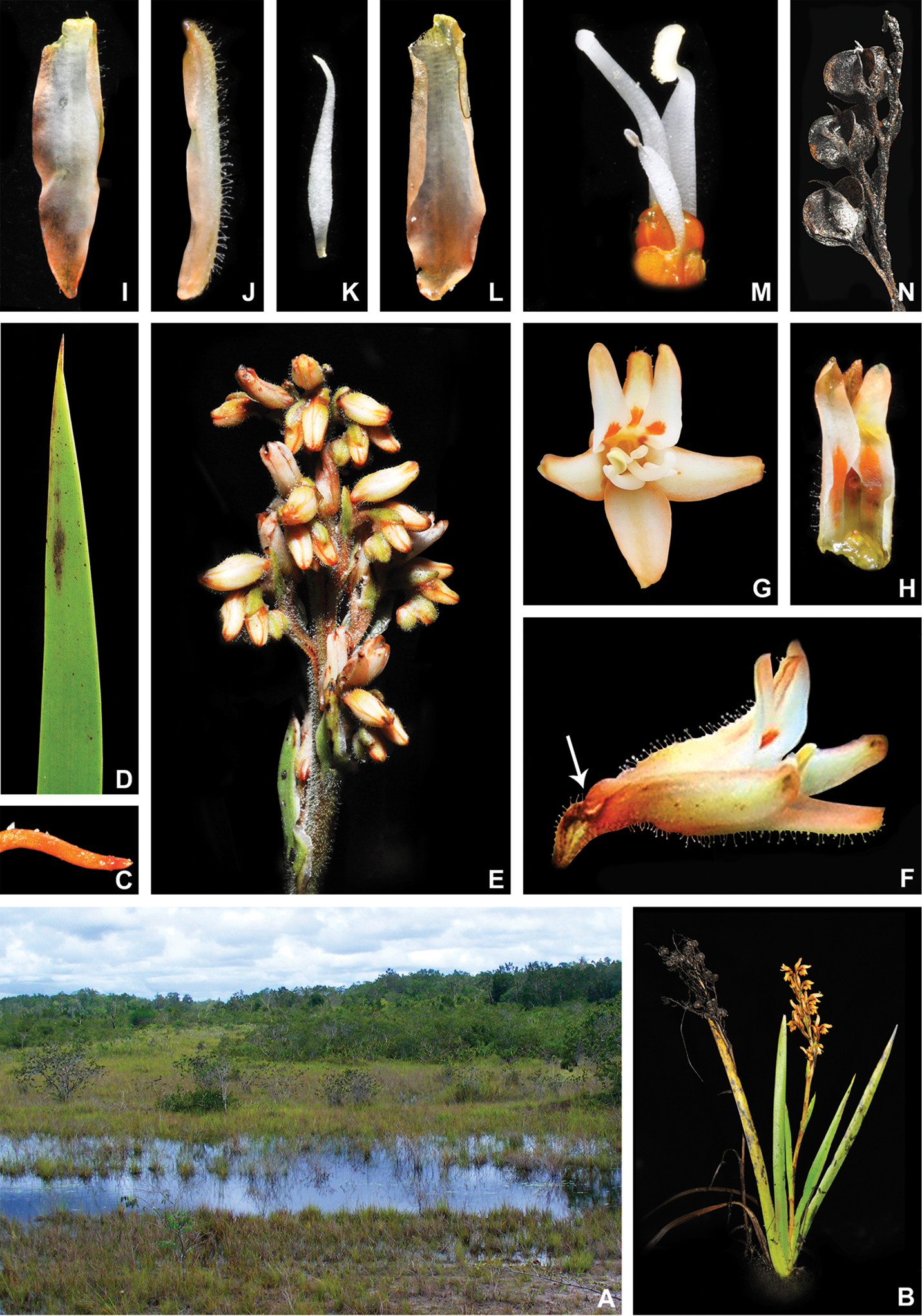
Schiekia orinocensis (Kunth) Meisn.

Foram listadas ocorrências de 3 espécies do gênero Schiekia Meisn, Schiekia silvestris (Maas & Stoel) Hopper et al, Schiekia orinocensis (Kunth) Meisn e Schiekia timida M.Pell. et al. 
Do gênero Pyrrorhiza Maguire & Wurdack, a espécie Pyrrorhiza neblinae Maguire & Wurdack é encontrada no Brasil.

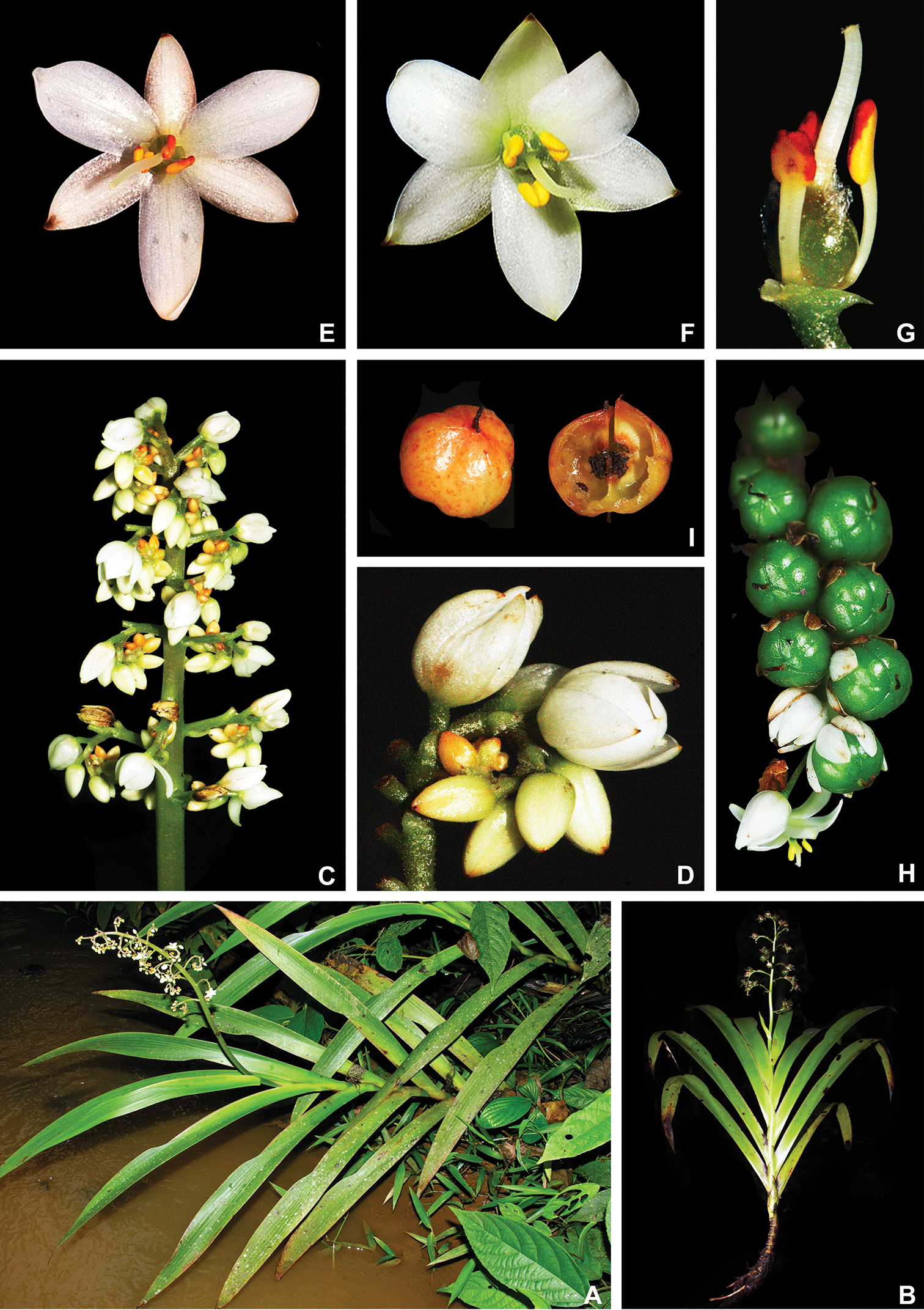
Xiphidium caeruleum Aubl.

2 espécies do gênero Xiphidium Loefl são nativas, Xiphidium caeruleum Aubl. e Xiphidium pontederiiflorum M.Pell. et al.
Foram listadas ocorrências de 3 espécies do gênero Schiekia Meisn, Schiekia silvestris (Maas & Stoel) Hopper et al, Schiekia orinocensis (Kunth) Meisn e Schiekia timida M.Pell. et al. 
Do gênero Pyrrorhiza Maguire & Wurdack, a espécie Pyrrorhiza neblinae Maguire & Wurdack é encontrada no Brasil.
2 espécies do gênero Xiphidium Loefl são nativas, Xiphidium caeruleum Aubl. e Xiphidium pontederiiflorum M.Pell. et al.

## Domínios e estados de ocorrência no Brasil
As plantas da família Haemodoraceae são consideradas nativas, mas não endêmicas do Brasil. Elas ocorrem nos domínios fitogeográficos Amazônia, Cerrado e Mata Atlântica. 
Sua distribuição geográfica abrange os estados do Norte (Acre, Amazonas, Amapá, Pará, Rondônia, Roraima e Tocantins), Nordeste (Alagoas, Bahia, Maranhão, Paraíba, Pernambuco, Piauí e Sergipe) e Centro-Oeste (Goiás, Mato Grosso do Sul e Mato Grosso).

## Referências

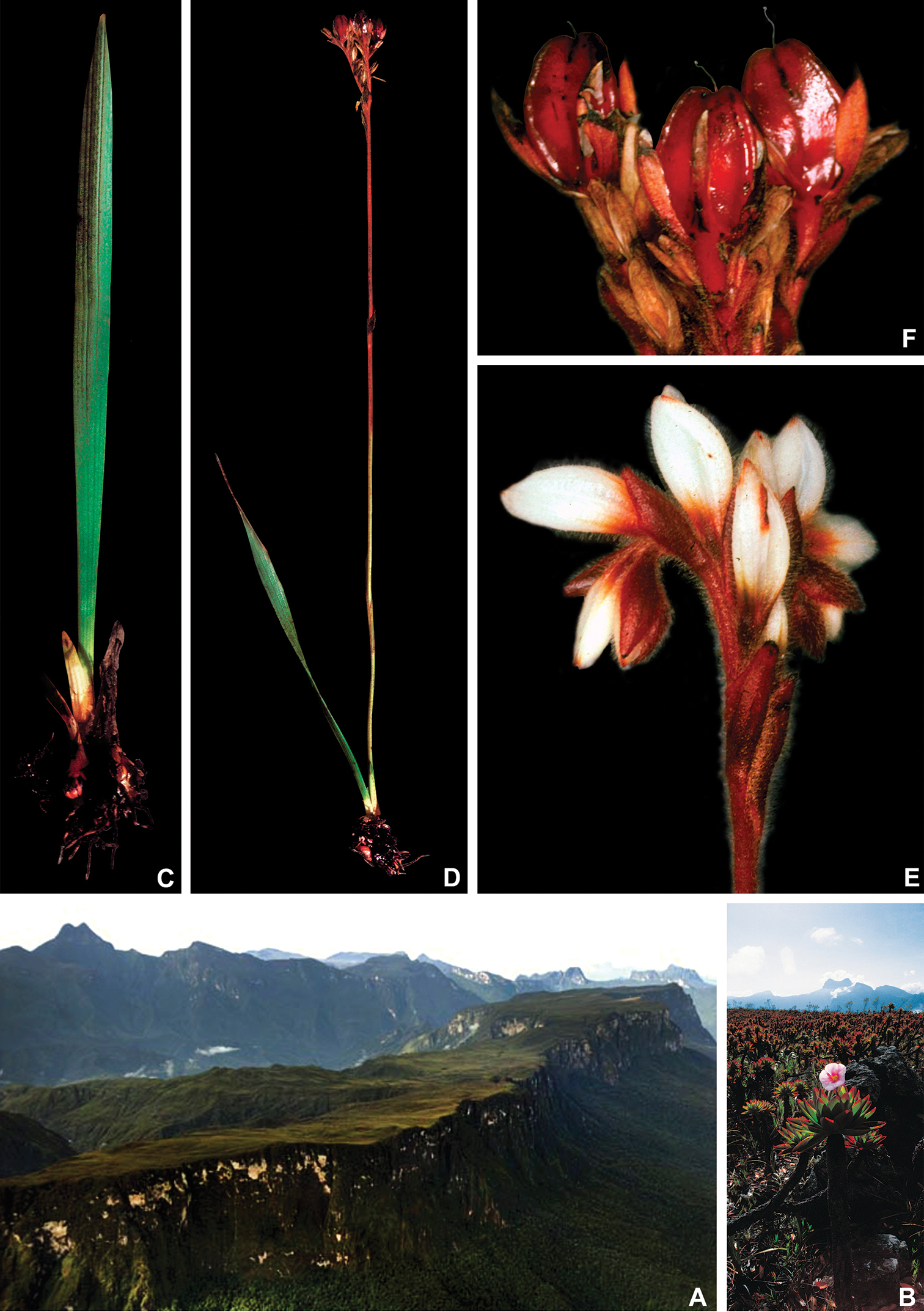
Pyrrorhiza neblinae Maguire & Wurdack